# Jonathan Raymond

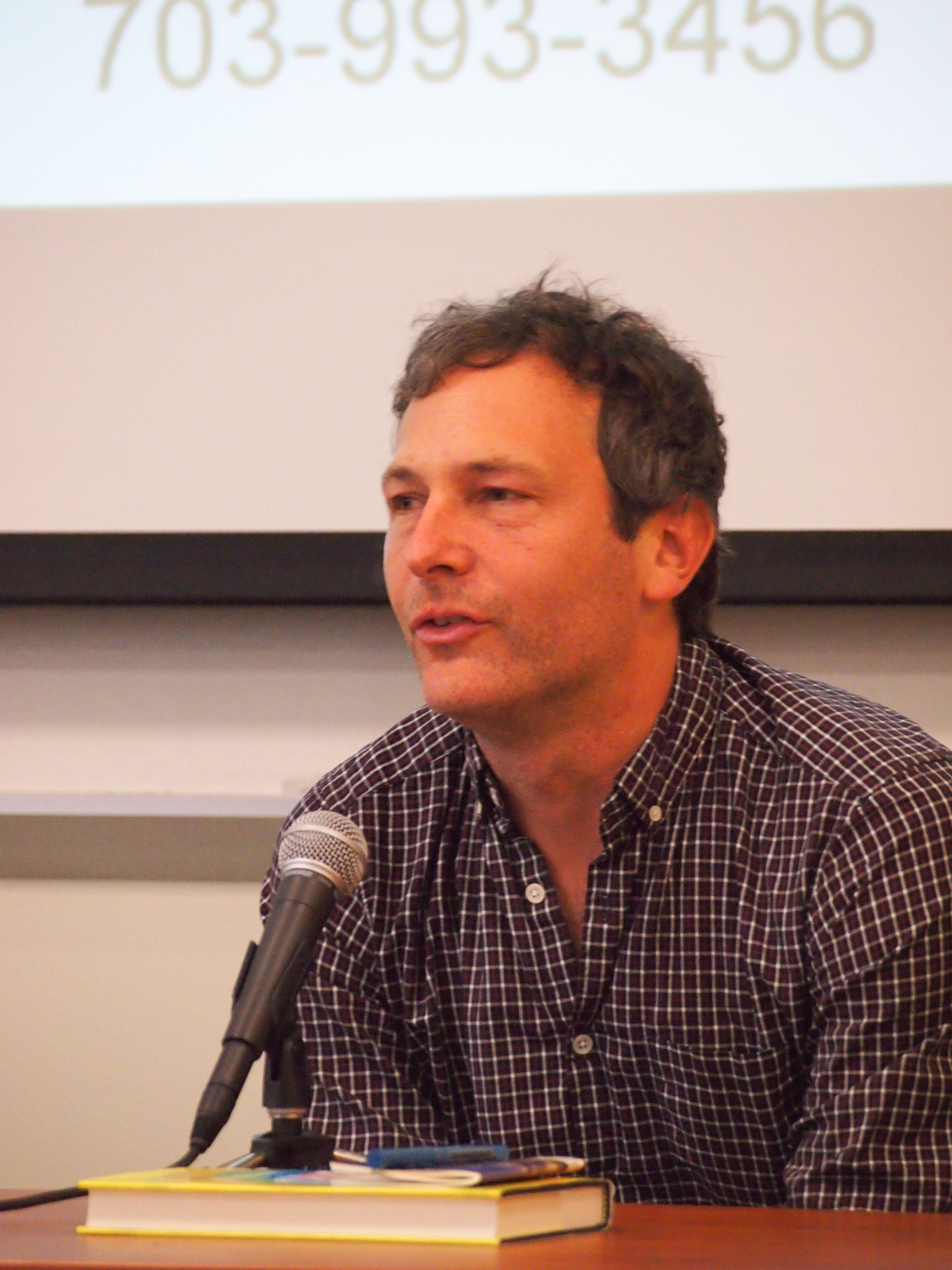
Jonathan Raymond

Jonathan Raymond (* in der San Francisco Bay Area) ist ein US-amerikanischer Schriftsteller und Drehbuchautor.

## Leben
Jonathan Raymond wurde in der San Francisco Bay Area geboren und wuchs in Lake Grove in Oregon auf. Er besuchte die Lake Oswego High School und absolvierte das Swarthmore College. Seinen Masterabschluss machte er an der New School University in New York.
Im Mai 2004 veröffentlichte Bloomsbury seinen ersten Roman The Half-Life. Im Jahr 2008 veröffentlichte Bloomsbury seine erste Sammlung von Kurzgeschichten mit dem Titel Livability, für die Raymond im darauffolgenden Jahr im Rahmen des Oregon Book Awards mit dem Ken Kesey Award ausgezeichnet wurde. Außerdem gelangte die Kurzgeschichtensammlung in die Auswahl Discover Great New Writers von Barnes & Noble. Im Jahr 2012 veröffentlichte Raymond seinen zweiten Roman Rain Dragon, der sich um die Figur von Damon und seiner Freundin Amy dreht, die genug von Los Angeles haben und beschließen, die Stadt zu verlassen, um auf einer Farm zu arbeiten.
Raymond arbeitete immer wieder mit der Regisseurin Kelly Reichardt zusammen. So schrieb er die Drehbücher für mehrere ihrer Filme. Old Joy und Wendy and Lucy basieren auf seinen Kurzgeschichten. Er schrieb das Drehbuch für Reichardts Western Auf dem Weg nach Oregon, der 2010 bei den Internationalen Filmfestspielen von Venedig für den Goldenen Löwen nominiert war. Auch für ihren 2013 veröffentlichten Film Night Moves, der ebenfalls in Venedig vorgestellt wurde, schrieb er das Drehbuch. Für Reichardts Film First Cow adaptierte er seinen Roman The Half-Life.

## Werke
- Jonathan Raymond: Old Joy. Mit Illustrationen von Justine Kurland, 2004. ISBN 978-1-891273-05-6; Alte Freunde (Teilübersetzung), dt. von Martin Alexander Sieber, in: Am Erker 79. Münster 2020 ISBN 978-3-89126-179-8[6]
- Jonathan Raymond: The Half-Life: A Novel. Bloomsbury, 2004  ISBN 978-1-58234-578-9
- Jonathan Raymond: Livability: Stories. Bloomsbury, 2008. ISBN 978-1-59691-655-5
- Jonathan Raymond: Rain Dragon: A Novel. 2012. ISBN 978-1-60819-679-1
- Jonathan Raymond: Freebird: A Novel. 2017. ISBN 978-1-55597-760-3
- Jon Raymond: Denial: A Novel.  2022.  ISBN 978-1-9821-8183-3

## Filmografie
- 2006: Old Joy
- 2008: Wendy and Lucy
- 2010: Auf dem Weg nach Oregon (Meek’s Cutoff)
- 2013: Night Moves
- 2019: First Cow
- 2022: Showing Up

## Auszeichnungen (Auswahl)
British Independent Film Award
- 2021: Nominierung als Bester internationaler Independent-Film (First Cow)[7]

Gotham Award
- 2021: Nominierung für das Beste Drehbuch (First Cow)[8]

Independent Spirit Award
- 2007: Nominierung für den John Cassavetes Award (Old Joy)

Oregon Book Award
- 2009: Auszeichnung mit dem Ken Kesey Award for Fiction (Livability: Stories)